# Cephalophus
A Cephalophus az emlősök (Mammalia) osztályának párosujjú patások (Artiodactyla) rendjébe, ezen belül a tülkösszarvúak (Bovidae) családjába és a bóbitásantilop-formák (Cephalophinae) alcsaládjába tartozó nem.

## Rendszerezés
A nembe az alábbi 17-18 élő faj tartozik:
- fehércombú bóbitásantilop (Cephalophus adersi) Thomas, 1918
- Cephalophus brookei (Thomas, 1903) - korábban az Ogilby-bóbitásantilop alfajának vélték[1]
- Peter-bóbitásantilop (Cephalophus callipygus) Peters, 1876
- Cephalophus crusalbum (Grubb, 1978) - korábban az Ogilby-bóbitásantilop alfajának vélték[2]
- feketelábú bóbitásantilop (Cephalophus dorsalis) J. E. Gray, 1846
- Harvey-bóbitásantilop (Cephalophus harveyi) (Thomas, 1893)
- libériai bóbitásantilop (Cephalophus jentinki) Thomas, 1892
- fehérhasú bóbitásantilop (Cephalophus leucogaster) J. E. Gray, 1873
- vörös bóbitásantilop (Cephalophus natalensis) A. Smith, 1834
- fekete bóbitásantilop (Cephalophus niger) J. E. Gray, 1846
- feketehomlokú bóbitásantilop (Cephalophus nigrifrons) J. E. Gray, 1871
- Ogilby-bóbitásantilop (Cephalophus ogilbyi) (Waterhouse, 1838)
- rwenzori-hegységi bóbitásantilop (Cephalophus rubidus) (Thomas, 1901) - egyes rendszerezők még mindig a feketehomlokú bóbitásantilop egyik alfajaként tartják számon
- deres bóbitásantilop (Cephalophus rufilatus) J. E. Gray, 1846
- sárgahátú bóbitásantilop (Cephalophus silvicultor) (Afzelius, 1815) - típusfaj
- tanzániai bóbitásantilop (Cephalophus spadix) True, 1890
- Weyn-bóbitásantilop (Cephalophus weynsi) Thomas, 1901
- zebra-bóbitásantilop (Cephalophus zebra) J. E. Gray, 1838

Korábban a Philantomba nembe tartozó fajok közül kettő a Cephalophus-ok közé volt besorolva.

## Képek

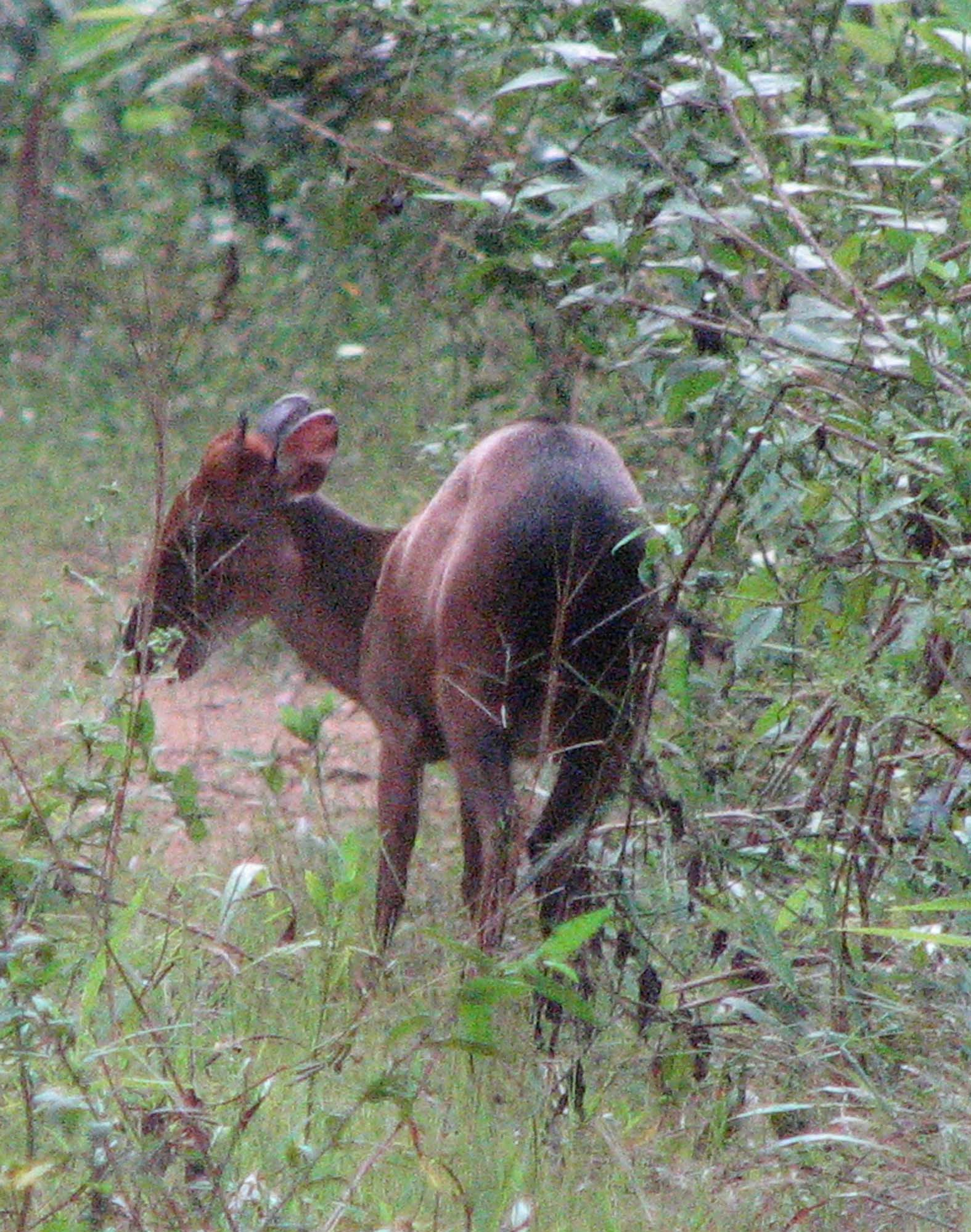
Cephalophus callipygus
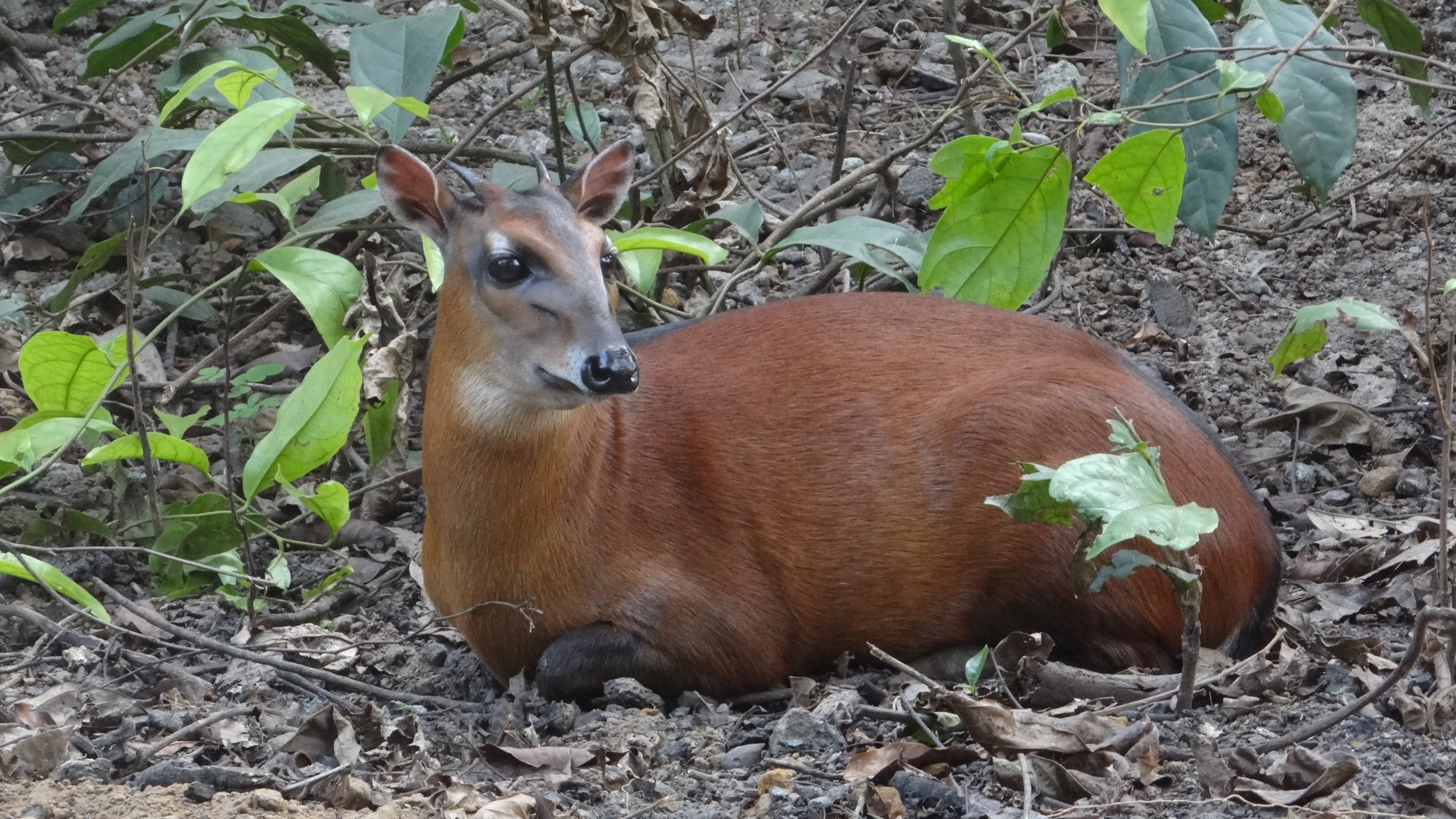
Cephalophus dorsalis
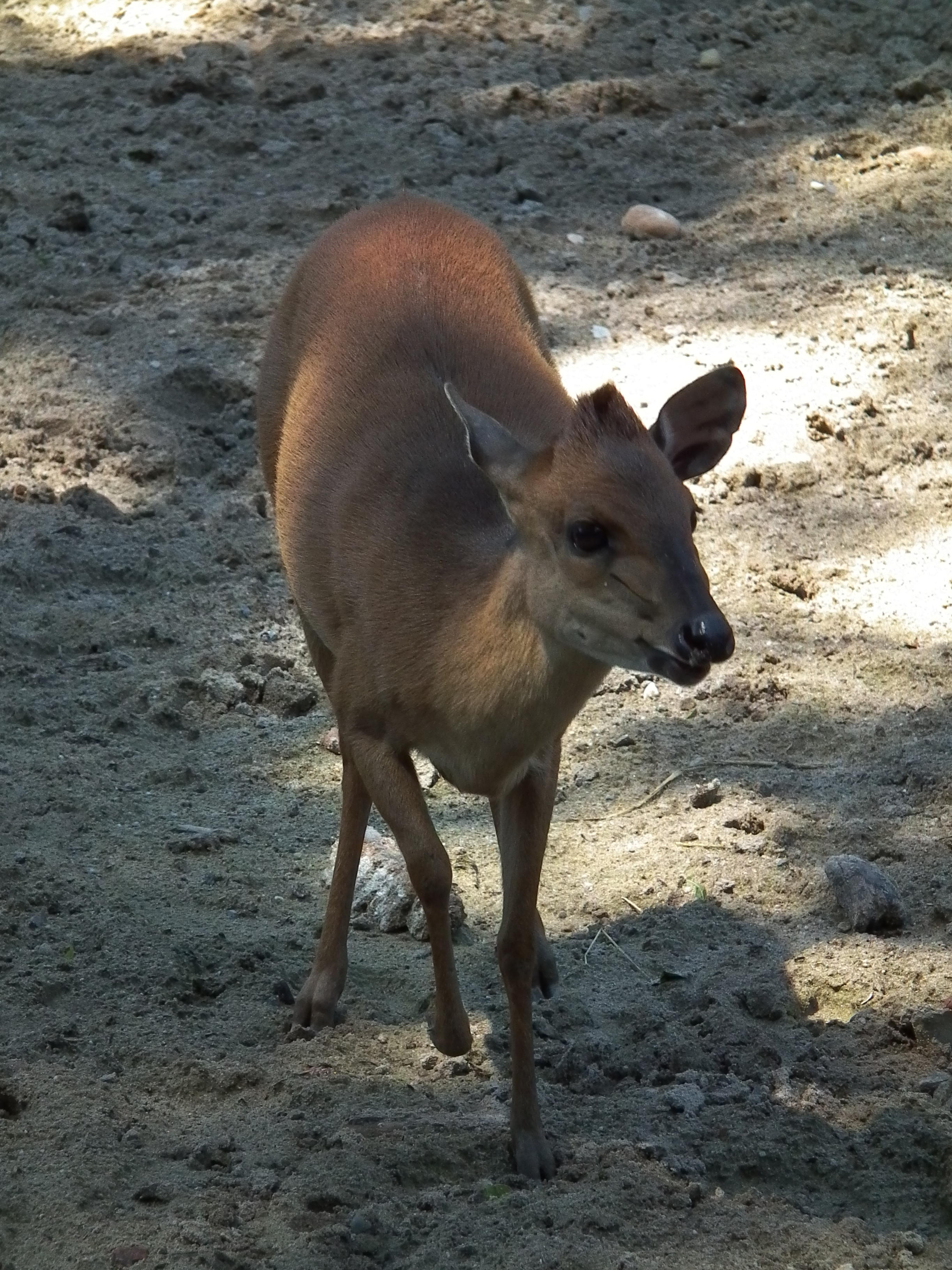
Cephalophus natalensis
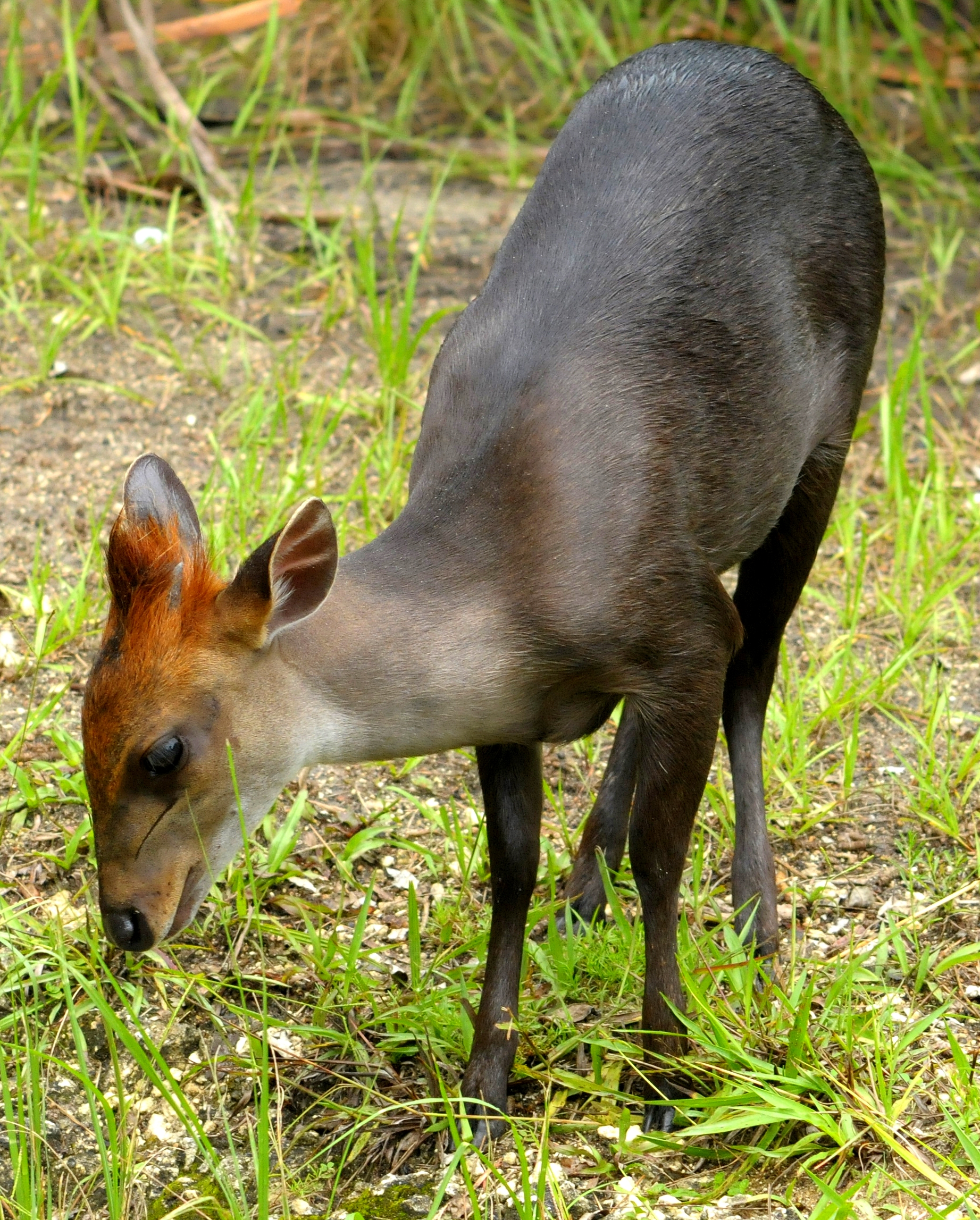
Cephalophus niger
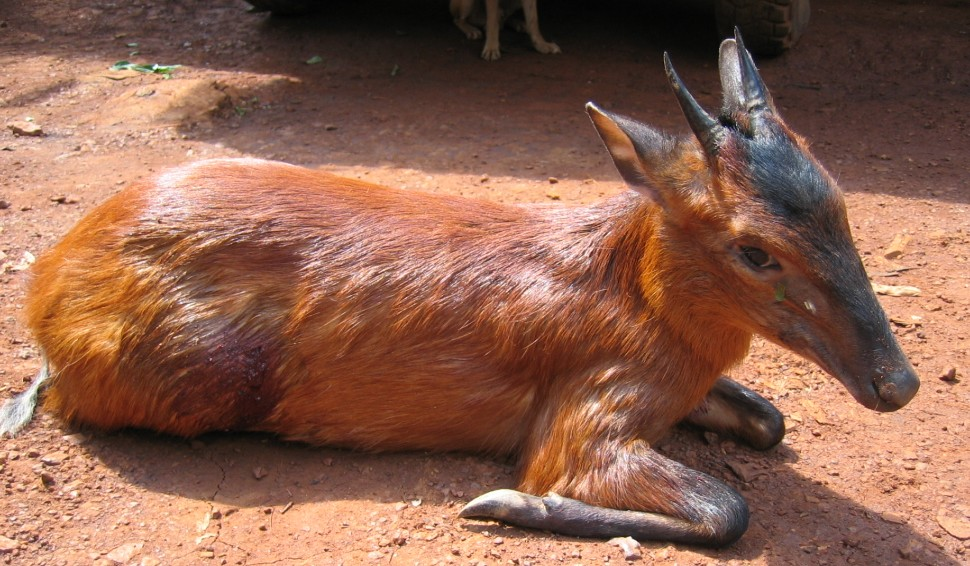
Cephalophus nigrifons
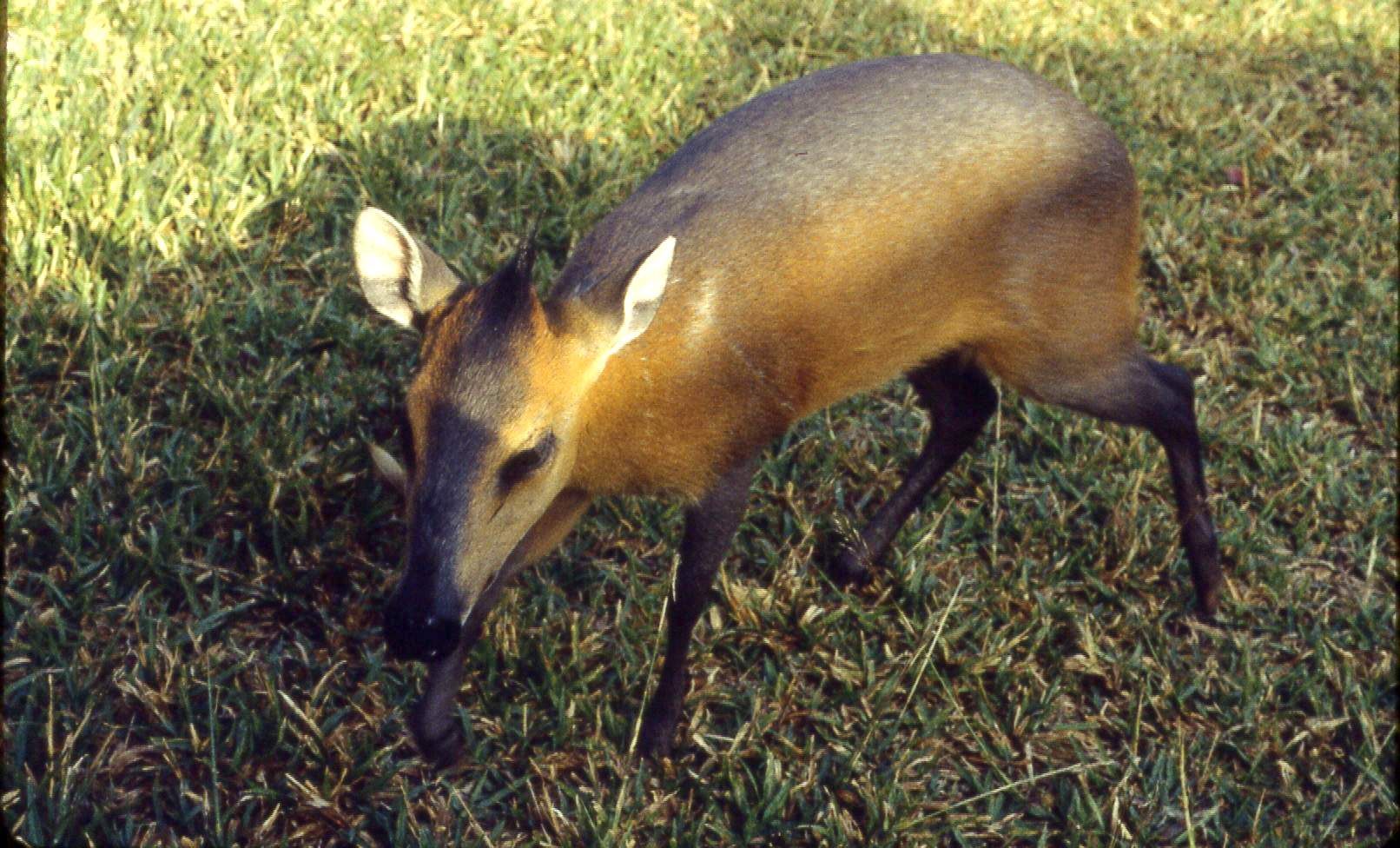
Cephalophus rufilatus
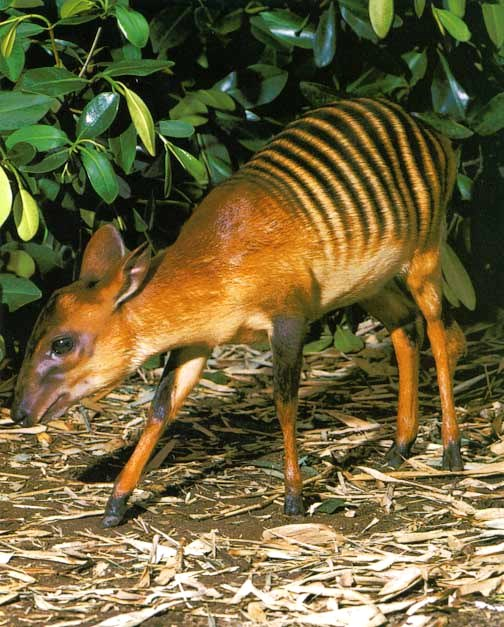
Cephalophus zebra